# Гатти, Бернардино
Бернардино Гатти, известный как Соджаро (итал. Bernardino Gatti detto il Sojaro; ок. 1495, Павия, Ломбардия — 22 февраля 1576, Кремона, Ломбардия) — итальянский живописец ломбардской школы. Ученик Корреджо, хотя это и не подтверждено документально, он активно работал в Павии, Парме и Кремоне.

## Биография
Бернардино Гатти родился в семье Роландо и Маддалены де Гранди в Павии. Его отец был бондарем, отчего художник позднее получил прозвание, происходящее от диалектной формы наименования профессии отца. Подтверждения его рождения в Павии нет, но подпись на фресках базилики Санта-Мария-ди-Кампанья в Пьяченце это подтверждает.
О годах учёбы художника нет достоверных сведений. Его ранние работы демонстрируют влияние Рафаэля, Корреджо, Порденоне и Джулио Романо. После работы в Павии он был в Виджевано в качестве придворного живописца Франческо II Сфорца, затем снова в Пьяченце, где написал фреску «Святой Георгий с драконом», эпизоды Жития Девы Марии и образы евангелистов в базилике Санта-Мария-ди-Кампанья (1543), а затем, между 1548 и 1561 годами, снова работал в Кремоне («Вознесение», «Благовещение» и «Поклонение пастухов» для церкви Сан-Сиджисмондо).
В Парме между 1561 и 1572 годами Бернардино Гатти писал фрески в Соборе и в куполе церкви Санта-Мария-делла-Стекката. Его последней работой была алтарная картина «Вознесение Девы Марии» 1572 года для собора Кремоны.
22 февраля 1576 года в Кремоне, продиктовав свою волю, художник скончался. Тело было предано земле в церкви Сан-Доменико. Его сын Аурелио Гатти после сотрудничества с отцом продолжил карьеру художника. Ему приписывают запрестольный образ «Распятие» для церкви Сан-Дефенденте в Романо-ди-Ломбардия, которая имеет много общего с картиной его отца «Распятие и святые» в соборе Пармы. Долгое время произведения Гатти отождествляли с работами другого малоизвестного художника: Джорджо Гандини дель Грано, и только в XX веке их наследие стали различать.

## Галерея

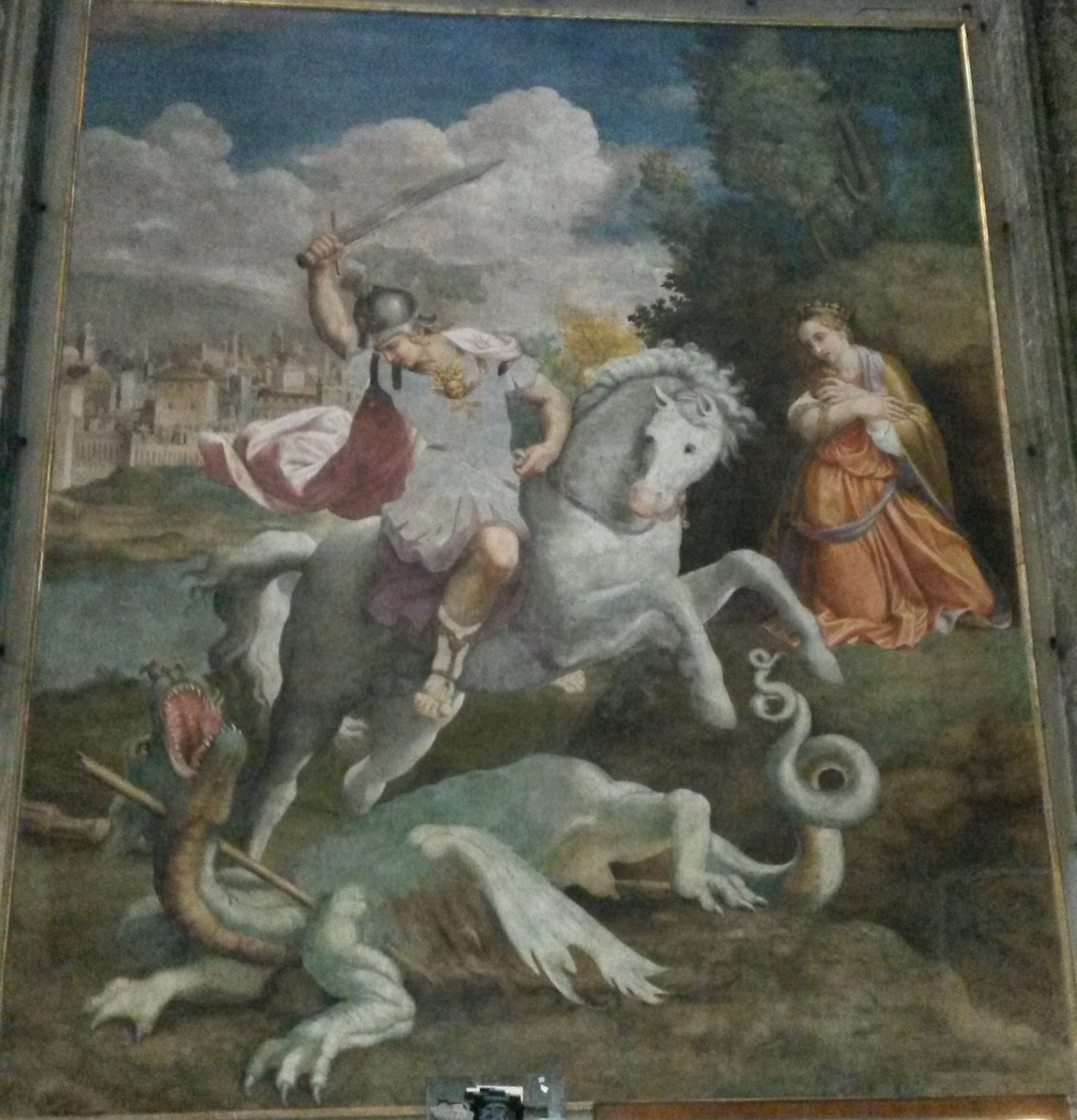
Святой Георгий с драконом. Фреска. Базилика Санта-Мария-ди-Кампанья, Пьяченца
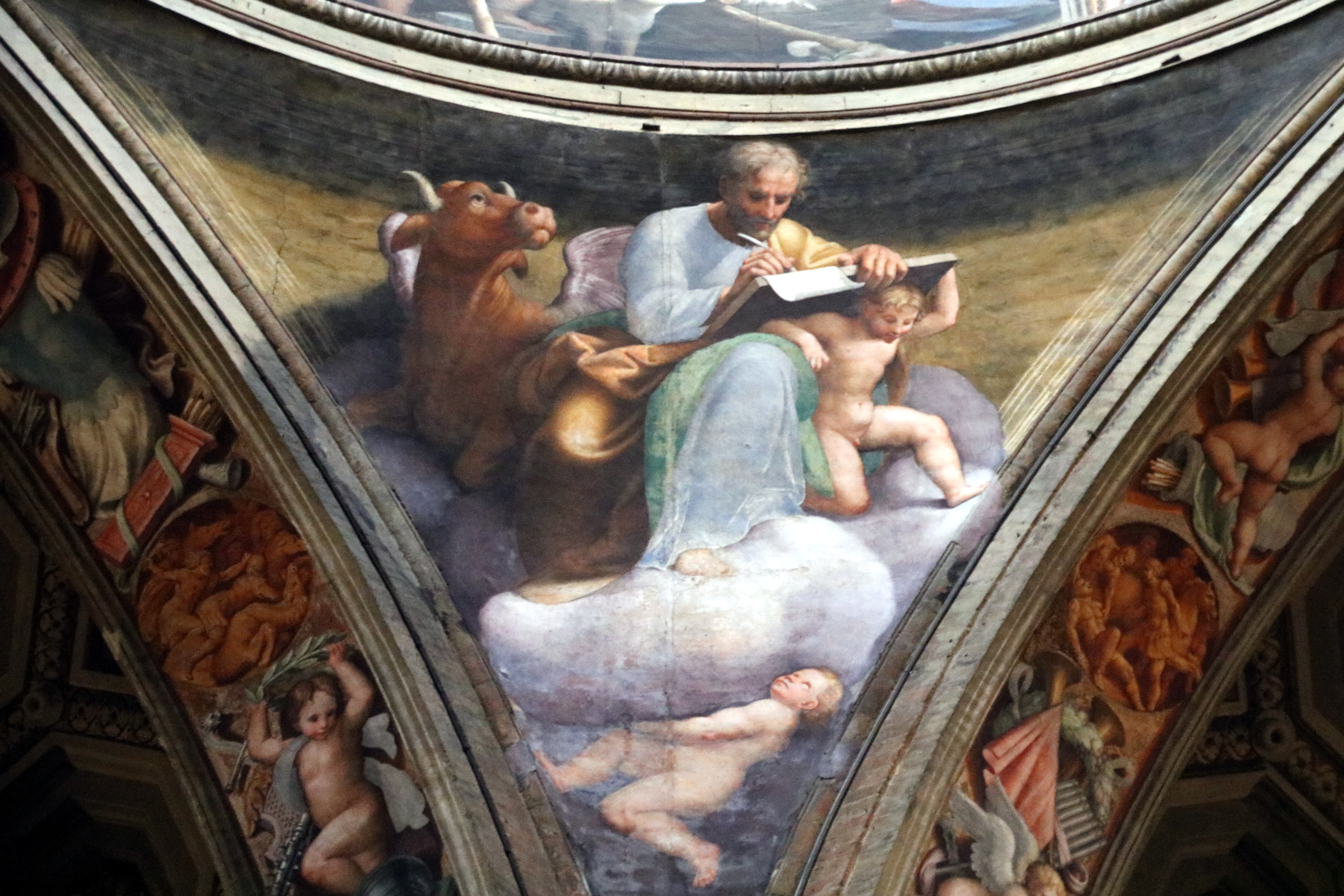
Евангелист Лука. 1543. Фреска пандатива базилики Санта-Мария-ди-Кампанья, Пьяченца
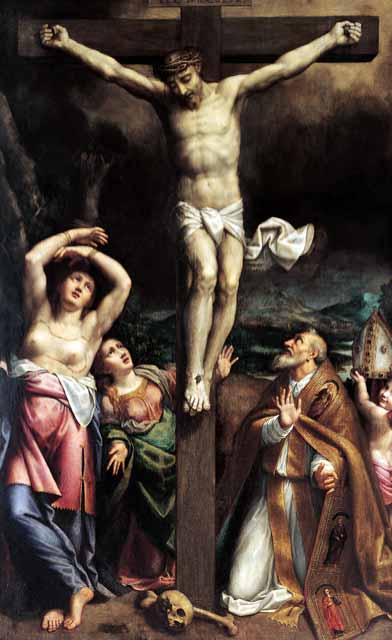
Распятие со святыми Агатой и Бернардо-дельи-Уберти. Между 1566 и 1574 гг. Холст, масло. Кафедральный собор, Парма
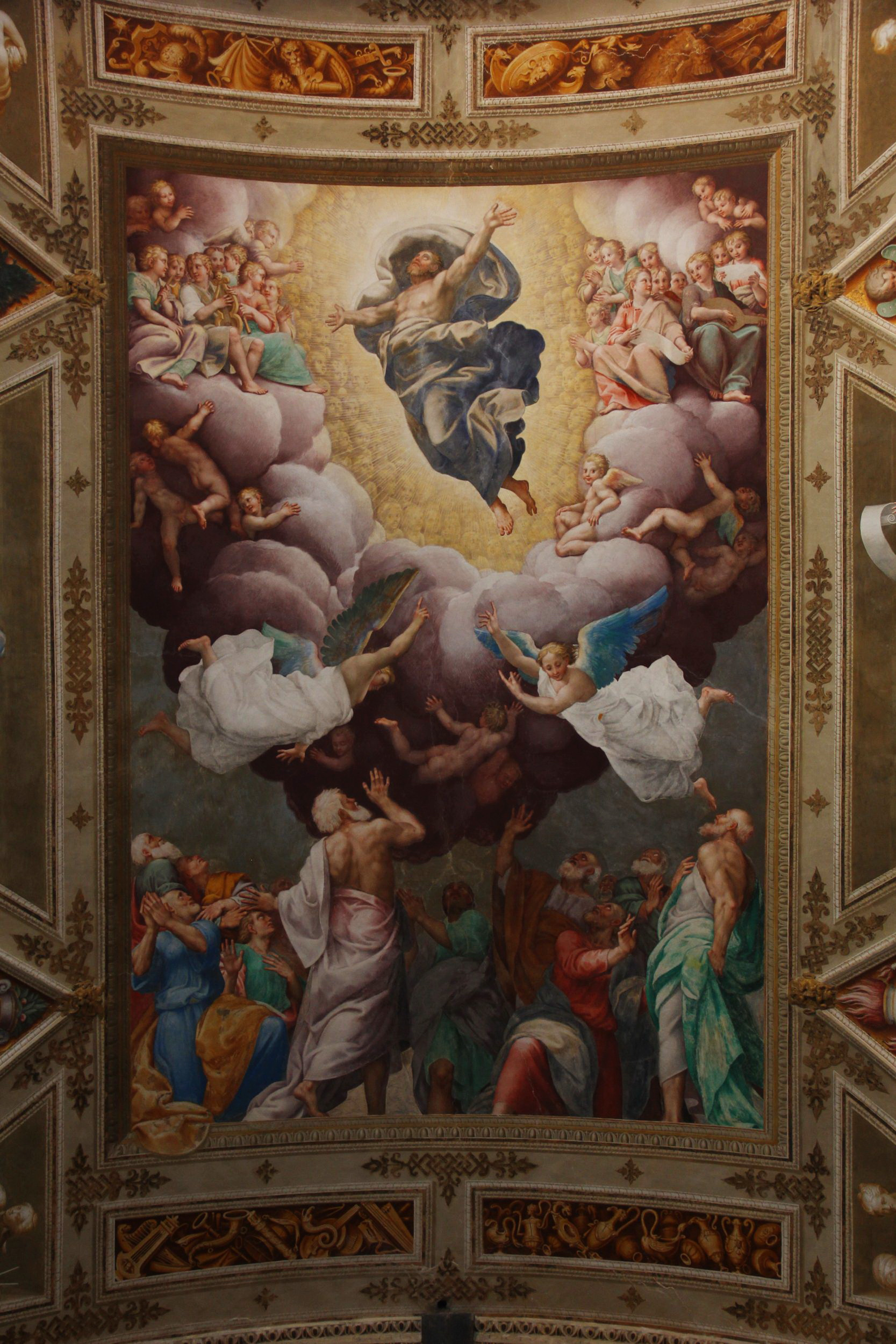
Вознесение Христа. Между 1548 и 1561 гг. Роспись свода собора Сан-Сиджисмондо, Кремона
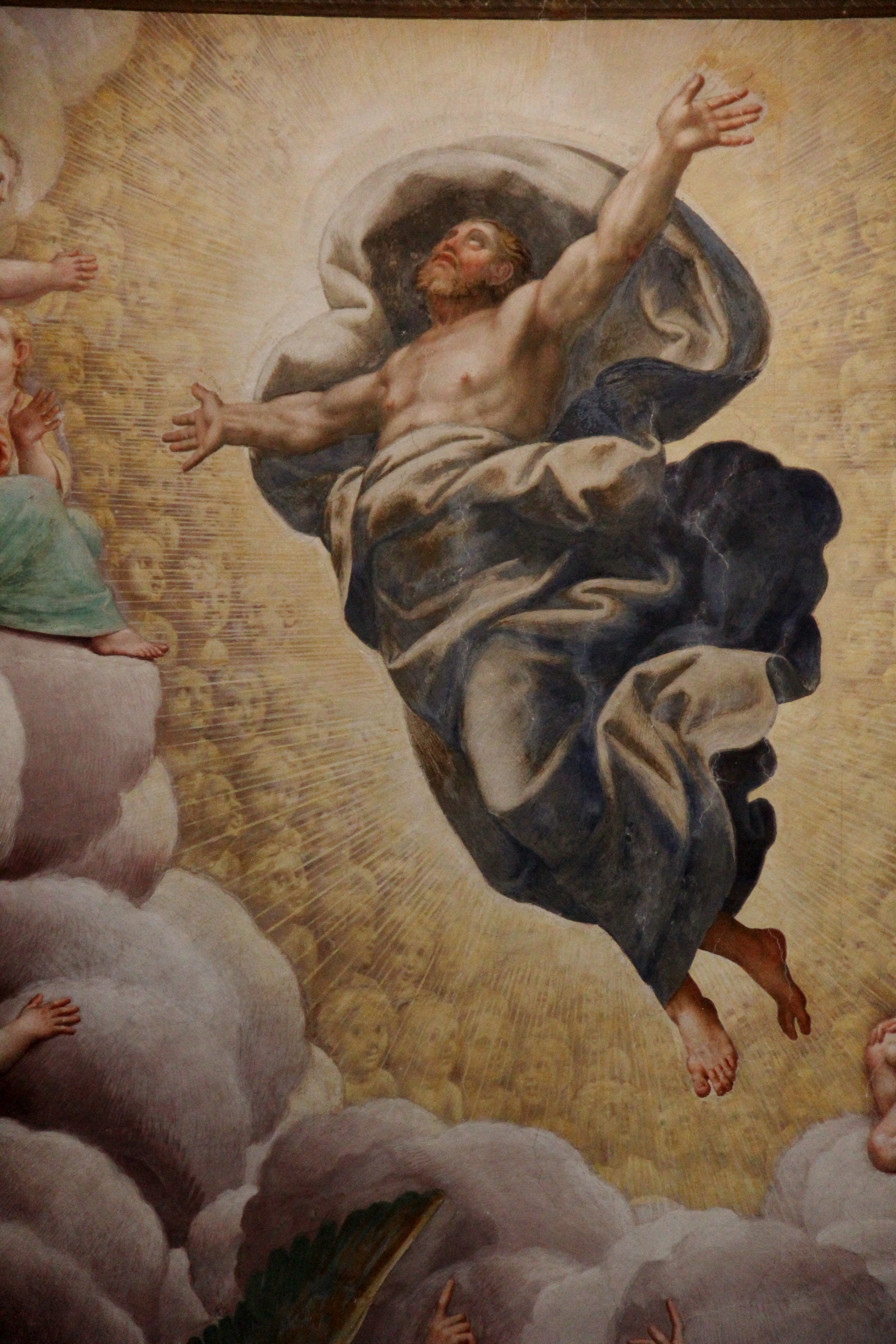
Вознесение Христа. Деталь росписи
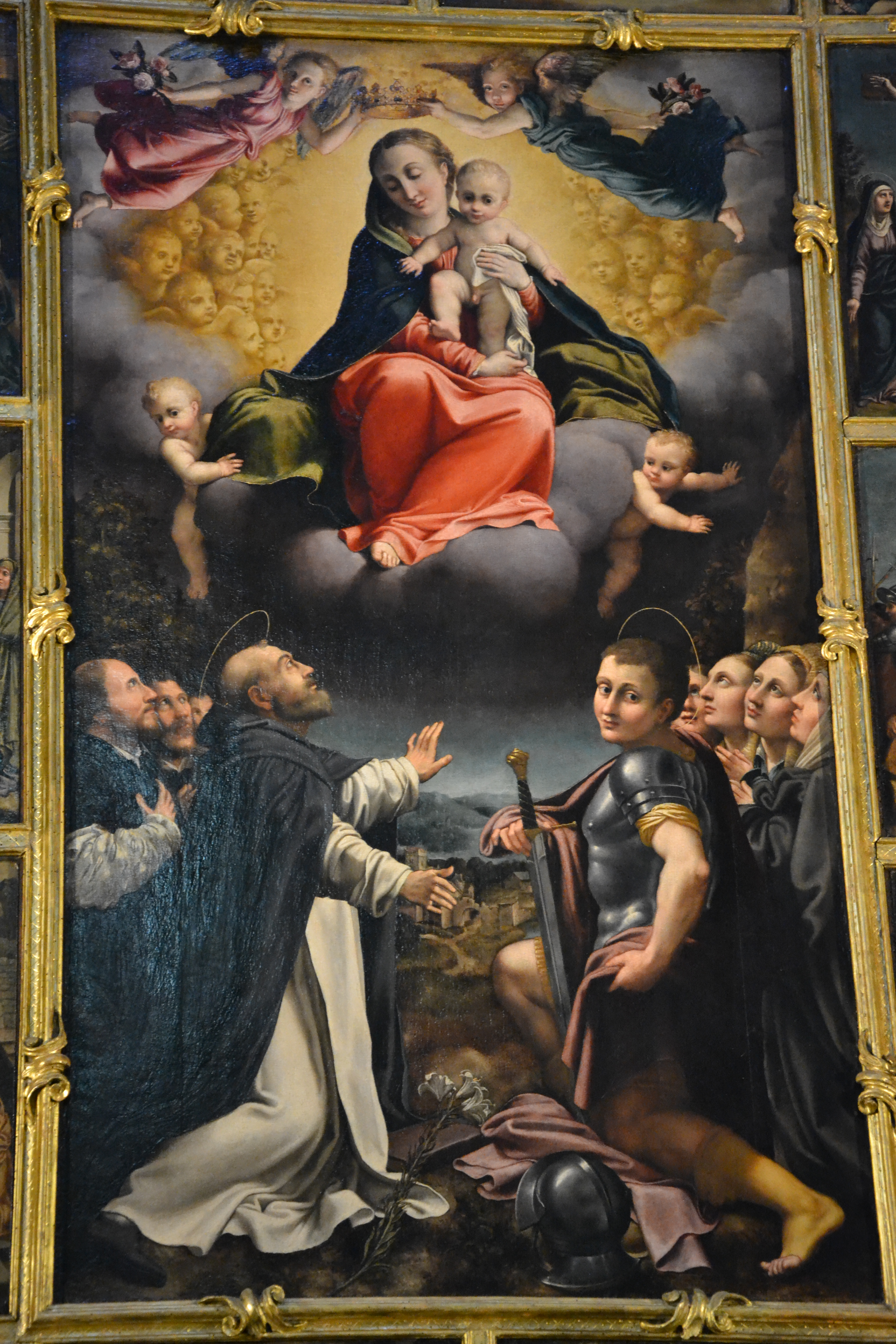
Мадонна Розария. 1531. Холст, масло. Кафедральный собор, Павия
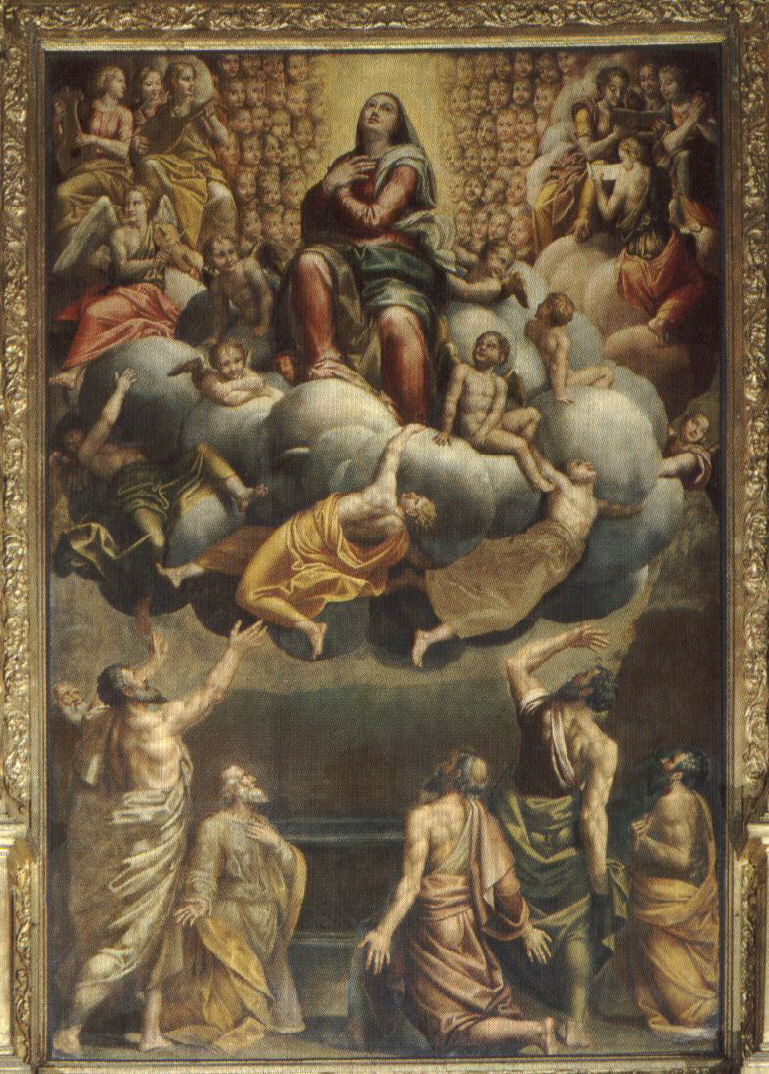
Ассунта (Вознесение Девы Марии) 1572. Холст, масло. Кафедральный собор,  Кремона